# Bad Seed
«Bad Seed» es la octava canción del álbum ReLoad de la banda de thrash metal estadounidense Metallica.
La canción muestra la inclinación hacia el blues, con usos de voces ahogadas y en forma de escupitajos. La letra de la misma habla acerca de la vida de una persona quien es vista como una mala influencia, una "mala semilla" de manera irónica y arrogante. Asimismo puede considerarse una forma de ver los malos momentos que comienzan como algo insignificante y de todas maneras no dejan de ser una mala experiencia.
Esta fue la canción más con el tono más grave de la banda hasta ese momento, la cual cuenta con una afinación Drop C#. Sin embargo, Invisible Kid del controversial St. Anger se convirtió en la más grave de toda la discografía de Metallica, debido a que cuenta con una afinación sumamente extraña: Drop G#.

## Créditos
- James Hetfield: voz, guitarra rítmica
- Kirk Hammett: guitarra líder
- Jason Newsted: bajo eléctrico, coros
- Lars Ulrich: batería, percusión

- Datos: Q17320580